# Ludwig Nebel

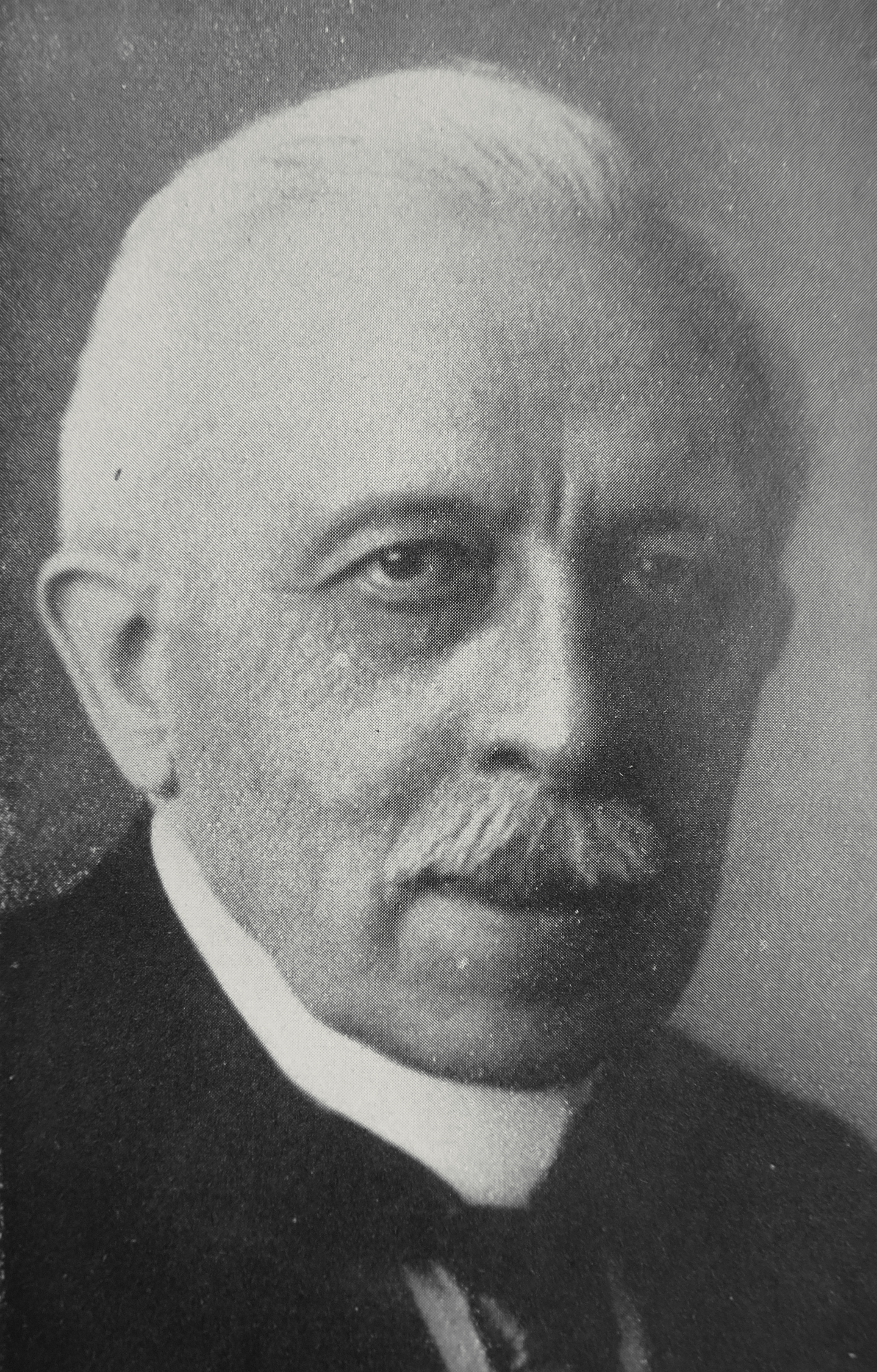
Ludwig Nebel

Ludwig Karl Nebel (* 17. Februar 1857 in Dreieichenhain; † 1. Dezember 1928 in Darmstadt) war Präsident des Oberkonsistoriums der Evangelischen Landeskirche Hessen der evangelischen Landeskirche im Großherzogtum Hessen.

## Familie
Ludwig Karl Nebel war der Sohn des Pfarrers und Geheimen Kirchenrats Wilhelm Egid Nebel.
Ludwig Nebel war verheiratet mit Emma, geborene Knorr, Tochter des Präsidenten des Oberlandesgerichts Darmstadt, Ludwig Knorr.

## Karriere
Nach Studium der Rechtswissenschaft und Promotion waren frühe berufliche Stationen von Ludwig Nebel die Verwaltungen der Kreise Schotten und Gießen, anschließend war er Regierungsassessor in Darmstadt. 1886 wechselte er als Amtmann zum Kreis Groß-Gerau, 1888 zum Kreis Friedberg und erneut zum Kreis Gießen. 1893 wurde er weltliches Mitglied des Oberkonsistoriums mit dem Titel eines „Oberkonsistorialassessors“, ab 1895 wurde er Oberkonsistorialrat und 1907 Präsident des Oberkonsistoriums. 1922 ging er in den Ruhestand.

## Weitere Engagements
- 1891 Vorsitzender des Schiedsgerichts der Hessen-Nassauischen Baugewerks-Berufsgenossenschaft[1]
- 1893 Stellvertretender Vorsitzender des für den Bezirk der Direktion der Oberhessischen Bahnen bestehenden Schiedsgerichts[4]
- 1904–1908 Vorsitzender des Hessischen Hauptvereins der Gustav-Adolf-Stiftung[5]
- Vorsitzender der Mathildenstiftung[5]
- 1922–1925 Vorsitzender des „Vereins für Hessische Geschichte“[6]

## Ehrungen
- 1901 Ritterkreuz I. Klasse des Verdienstordens Philipps des Großmütigen[1]
- 1905 Geheimer Oberkonsistorialrat[1]
- 1907 Verleihung des Komturkreuzes II. Klasse des Verdienstordens Philipps des Großmütigen[1]
- 1909 Ehrendoktor der Theologie der Universität Gießen[7]
- 1910 Komturkreuz I. Klasse des Verdienstordens Philipps des Großmütigen[1]
- 1917 Wirklicher Geheimrat mit dem Prädikat „Exzellenz“[1]
- 1922 Dr. Ing. e. h. der Technischen Hochschule Darmstadt wegen seiner Verdienste um die kirchliche Denkmalpflege[7]